# Olchowce (obwód brzeski)
Olchowce (biał. Альхоўцы; ros. Ольховцы) – wieś na Białorusi, w obwodzie brzeskim, w rejonie lachowickim, w sielsowiecie Olchowce.

## Historia
W dwudziestoleciu międzywojennym leżały w Polsce, w województwie nowogródzkim, w powiecie baranowickim, w gminie Niedźwiedzice. W 1921 miejscowość liczyła 263 mieszkańców, zamieszkałych w 52 budynkach, wyłącznie Polaków. 260 mieszkańców było wyznania prawosławnego i 3 rzymskokatolickiego.
Po II wojnie światowej w granicach Związku Sowieckiego. Od 1991 w niepodległej Białorusi.